# Kesepuhan
Kesepuhan is een bestuurslaag in het regentschap Kota Cirebon van de provincie West-Java, Indonesië. Kesepuhan telt 14.373 inwoners (volkstelling 2010).